# Pamukkale

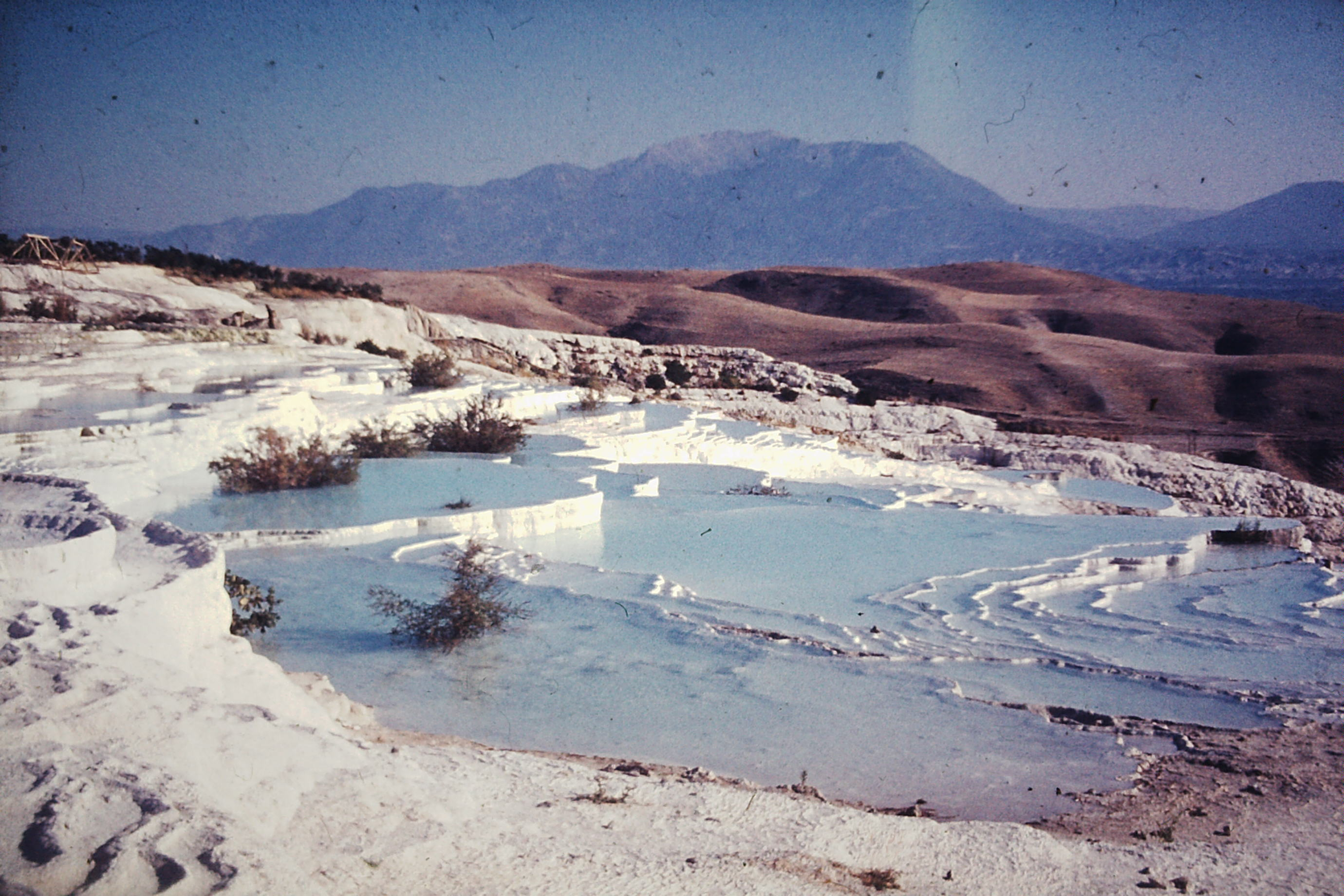
Pamukkale Sinterterrasse, September 1967

Pamukkale (türkisch für Baumwollburg/Watteburg) ist eine natürliche Stätte in der Provinz Denizli im Südwesten der Türkei. Pamukkale erhielt seinen Namen durch die Kalksinterterrassen, die über Jahrtausende durch kalkhaltige Thermalquellen entstanden sind und eine Touristenattraktion darstellen. Die Terrassen stehen zusammen mit der oberhalb von ihnen gelegenen archäologischen Stätte der antiken griechischen Stadt Hierapolis auf der Liste des Weltkulturerbes der UNESCO.
Es gibt dort 17 heiße Quellen deren Quellwasser mit Calciumhydrogencarbonat gesättigt ist. Beim Austreten entweicht durch den Druckabfall Kohlendioxid, wodurch die Löslichkeitsgrenze von Calciumcarbonat überschritten wird, das in Form von Travertin ausfällt. Pro Sekunde werden 250 l Thermalwasser (58 °C) ausgeschüttet, d. h. täglich 21.600 m³. In einem Liter sind 2,2 g Kalk gelöst, der zum Teil ausgeschieden wird; die tägliche Menge könnte damit maximal 48 Tonnen erreichen, tatsächlich ist es deutlich weniger.